# Gert Heidenreich
Pour les articles homonymes, voir Heidenreich.
Gert Heidenreich, né le 30 mars 1944 à Eberswalde (Brandebourg), en Allemagne, est un écrivain, journaliste, animateur de radio et narrateur de livres audio allemand.

## Biographie

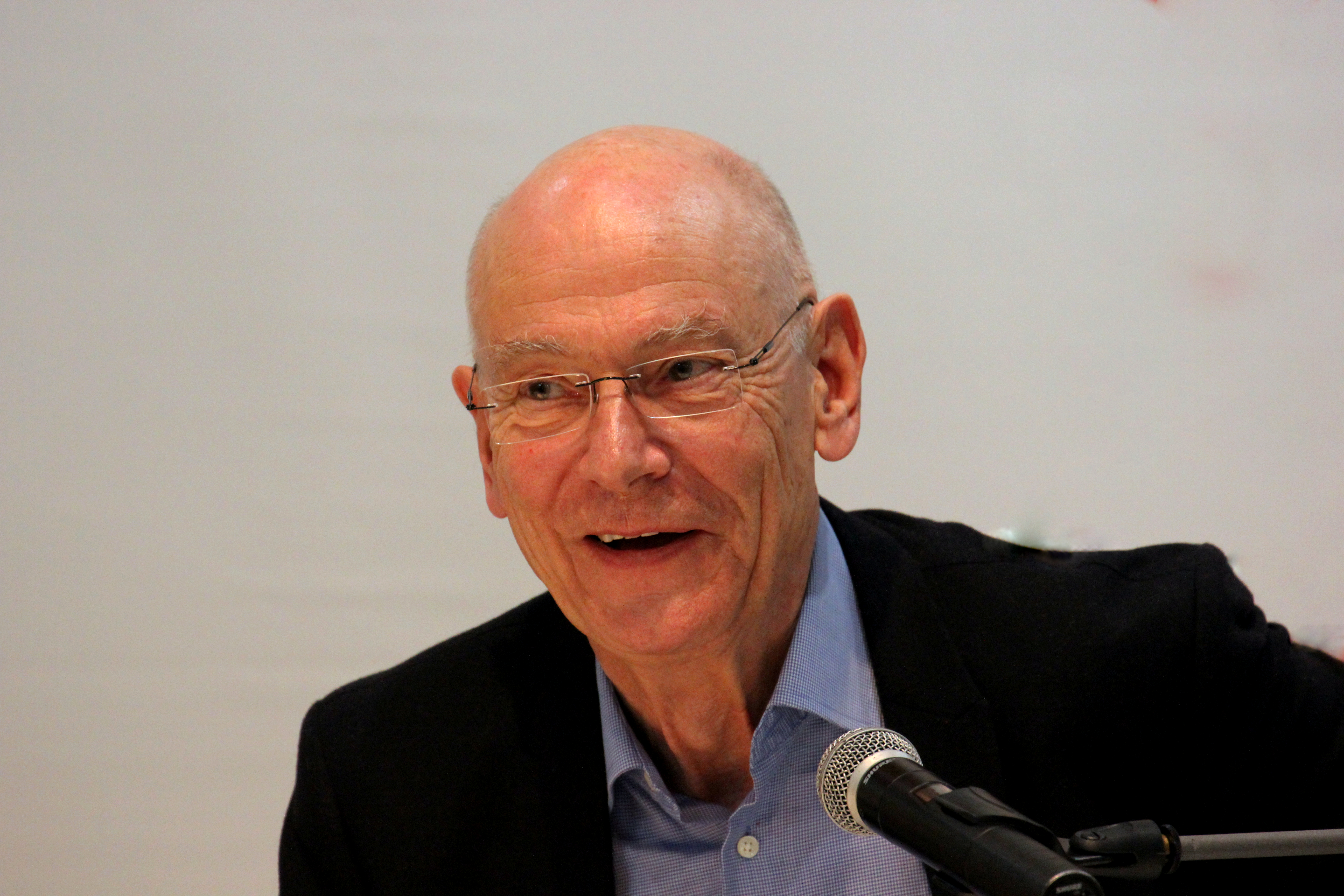
Gert Heidenreich à la Foire du livre de Leipzig 2016.

Diplômé du Ludwig-Georgs-Gymnasium humaniste de Darmstadt (1962) et objecteur de conscience à l'Université Louis-et-Maximilien de Munich, Gert Heidenreich étudie l'allemand, la sociologie, la philosophie et le théâtre. En 1965, il épouse Elke Riegert.
À partir de 1966, il travaille comme journaliste pour Bayerischer Rundfunk, puis à partir de 1969 comme écrivain indépendant et conférencier. En 1970, il fonde le Theater in der Kreide (TiK) à Munich avec d'autres artistes et lance le programme Pop Sunday sur la nouvelle émission de radio Bayern 3 avec une jeune littérature "progressive" et de la musique rock d'avant-garde. En tant que journaliste et conférencier, il travaille pour diverses stations de radio, écrit pour l'hebdomadaire Die Zeit et a également des reportages pour le magazine de voyage Merian. Plusieurs voyages l'ont conduit au Sahara et dans les pays d'Afrique sub-saharienne. Il voyage en Inde, en Afrique, au Japon et en Asie centrale pour le compte de l'Institut Goethe.
Il traduit des œuvres de la littérature américaine, britannique et kazakhe. Sa voix peut être entendue dans de nombreux livres audio et dans un grand nombre de documentaires télévisés (notamment Die großen Kriminalfälle [Les grandes affaires criminelles] et Abenteuer Forschung / Leschs Kosmos). En plus de ses propres livres en tant que conférencier, il lit de nombreux textes d'autres auteurs, par exemple Le Nom de la rose d'Umberto Eco et Le Seigneur des anneaux de J.R.R. Tolkien.
Gert Heidenreich est membre du PEN Center Germany. De 1991 à 1995, il aest président du PEN Club ouest-allemand. Ses tentatives d'unir cela avec l'homologue est-allemand écouent et déclenchent des discussions animées. Il est membre de l'Académie bavaroise des beaux-arts depuis 2004. De 2011 à 2015, il est directeur du département de littérature.
Il est marié à la thérapeute familiale et auteure Gisela Heidenreich depuis 1979. Deux fils sont issus de ce mariage. Heidenreich vit à Seefeld près de Starnberg. Il se compte parmi les anciens des années 68, dont il examine de manière critique les objectifs et les effets. Sa sœur Anje Eibl est mariée au savant littéraire allemand Karl Eibl.

## Récompenses
- 1985 : Prix du film télévisé de l'Académie allemande des arts du spectacle, pour Strafmündig
- 1986 : Prix Adolf Grimme avec bronze pour Strafmündig (avec Roland Gall et Robert Düssler )
- 1990 : Prix promotionnel de littérature de la ville de Munich, pour Belial oder Die Stillele
- 1995 : Prix Fantastique de la ville de Wetzlar pour Die Nacht der Händler
- 1998 : Prix Marieluise Fleißer
- 2000 : Hörbuch 2000, avec Hans Magnus Enzensberger
- 2004 : Médaille d'or du mérite de la radiodiffusion bavaroise
- 2005 : prix du poète bavarois
- 2013 : Bavarian Film Award - avec Edgar Reitz - dans la catégorie Meilleur scénario, pour Die andere Heimat – Chronik einer Sehnsucht
- 2014 : German Film Award in Gold - avec Edgar Reitz - dans la catégorie Meilleur scénario pour Die andere Heimat – Chronik einer SehnsuchtDie andere Heimat – Chronik einer Sehnsucht
- 2016 : Prix Adolf Grimme pour réalisations journalistiques spéciales, pour Meister des Todes (scénario)
- 2017 : Marler Media Prize Human Rights par Amnesty International, pour Meister des Todes (scénario)
- 2019 : Prix du livre audio allemand (meilleur interprète)

## Œuvres (sélection)

### Livres
- Berthold Viertel. Schriften zum Theater, édité et annoté par Gert Heidenreich, München/Berlin, 1970.
- Rechtschreibung, poèmes, Relief, München, 1971.
- Strafmündig, pièce de théâtre, S. Fischer, Frankfurt am Main, 1980.
- Der Ausstieg, roman, Claassen, Düsseldorf, 1982.
- Die Steinesammlerin, roman, Claassen, Düsseldorf, 1984. (raconte l'histoire d'un amour entre une Allemande et une Française dans la France de la guerre et de l'après-guerre.)
- Die Gnade der späten Geburt (six histoires), Piper, München/Zürich, 1986.
- Eisenväter, poèmes, Piper, München/Zürich, 1987.
- Füchse jagen. Epilog auf das Jahr, 1968, pièce de théâtre sur Rudi Dutschke et l’assassin Josef Bachmann.; Piper, München/Zürich, 1988.
- Belial oder Die Stille, roman, Piper, München/Zürich, 1990.
- Kehrseiten. Reden und Aufsätze zur Literatur und Politik, Piper, München/Zürich, 1992.
- Hauptstadt Berlin, recueil d'essais, édité par Will Keller, Hoffmann und Campe, Hambourg, 1991.
- Magda, pièce de théâtre sur Magda Goebbels et sa fin, Piper, München, 1992.
- Die Nacht der Händler, roman, Piper, München/Zürich, 1995.
- Die Heimat der Phantasie, essais, Mitteldeutscher Verlag, Halle, 1996.
- Der Geliebte des Dritten Tages. Erotische Mysterien, histoires, Deutsche Verlags-Anstalt, Stuttgart, 1997 ; Taschenbuch dtv, München 2002.
- Abschied von Newton, roman, Deutsche Verlags-Anstalt, Stuttgart, 1998 ; Taschenbuch dtv, München 2001.
- Zwei Reden in Weimar, essais, Bibliothek der Provinz, Wien e.a., 1999.
- Der Mann, der nicht ankommen konnte. Alltägliche Mysterien, histoires, Deutsche Verlags-Anstalt, Stuttgart, 2000.
- Im Augenlicht, poèmes, Deutsche Verlags-Anstalt, Stuttgart/München, 2002.
- Die Steinesammlerin von Etretat, roman, Marebuchverlag, Hamburg, 2004.
- Thomas Gottschalk. Die Biographie, Deutsche Verlags-Anstalt, München, août 2004.
- Im Dunkel der Zeit: Swobodas erster Fall, roman, Nymphenburger Verlag, München, 2007 ; livre de poche : dtv, 2008.
- Schreiben in einer friedlosen Welt, édité et préfacé par Gert Heidenreich ; collection internationale d'essais comprenant des contributions de Nadine Gordimer, Norman Manea, Sergio Ramirez, Berliner Taschenbuch Verlag, 2007.
- Die Nacht der Händler, roman (réédition), Langen Müller Verlag, München, 2009.
- Das Fest der Fliegen: Swobodas zweiter Fall, roman, Langen Müller Verlag, München, 2009 ; livre de poche : dtv, 2011
- Mein ist der Tod: Swobodas dritter Fall, roman policier, Langen Müller Verlag, München, 2012.
- Die andere Heimat, nouvelle, Droemer Verlag, München, 2013 ; livre de poche : Droemer Verlag, 2015
- Der Fall: Swobodas vierter Fall, roman policier, Klett-Cotta, Stuttgart, 2014,  (ISBN 978-3-608-98019-6) : livre de poche : dtv, München, 2017
- Nächte mit Leonard, essai sur Leonard Cohen, MaroVerlag, 2015
- Das Lied von Kulager, épopée kazakhe de I. Shansugirow, adaptation de Gert Heidenreich, Büchergilde Gutenberg, Stuttgart, 2016
- Die Wiederkehr der Nashörner. Vernunft in fanatischer Zeit, essai, dans Das freie Wort, éd. par Johano Strasser, Allitera Verlag ,München, 2017
- Schweigekind, roman, Transit Verlag, Berlin, 2018.

### Théâtre, pièces radiophoniques, films
- Klischee eines Vorfalls, Hörspiel. Bayerischer Rundfunk, 1972
- Strafmündig, Uraufführung: Staatstheater Braunschweig, 28. September, 1981
- Der Wetterpilot, 2 Theaterstücke. Fischer, Frankfurt a. M., 1984; Taschenbuch ebd., 1984. Uraufführung: Städtische Bühnen Osnabrück, 9. Dezember, 1983
- Strafmündig, Fernsehfilm. Radio Bremen, 1985.
- Füchse jagen, Uraufführung: Landestheater Tübingen, 10. November, 1988
- Magda. Der Wechsler, 2 Stücke. Piper, München, 1993. Uraufführung: Städtische Bühnen Chemnitz, 13. März, 1993; Uraufführung: Deutsches Theater Göttingen, 2. Mai, 1992.
- Jahrestagung, Stück in 3 Akten. Dramaturgie der Assoziation, drei Märchen von Mann und Frau. Mit einer Dokumentation zur Uraufführung und einem Nachwort von Herwig Kaiser. Edition Karlsberg, Homburg/Saarpfalz, 1994. Uraufführung: Saarländisches Staatstheater Saarbrücken, 3. Juni, 1994.
- Vaterliebe, Uraufführung: Ernst Deutsch Theater Hamburg, 22. Mai, 1997.
- Endgeil, Uraufführung: E.T.A.-Hoffmann-Theater Bamberg 4. Juni 2005. Regie: Gert Heidenreich.
- Die Andere Heimat, Drehbuch zusammen mit Edgar Reitz. 2012.
- Sanssouci. Farce, Komödie, Jussenhoven & Fischer Theaterverlag, Köln, 2013
- Meister des Todes, Drehbuch zusammen mit Daniel Harrich. 2015 ARD
- Gift, Drehbuch zusammen mit Daniel Harrich. 2017 ARD
- Saat des Terrors, Drehbuch zusammen mit Daniel Harrich. 2018 ARD
- Meister des Todes 2 Drehbuch zusammen mit Daniel Harrich, 2020 ARD